# اریش کامپه
اریش کامپه (آلمانی: Erich Campe; ۱ فوریهٔ ۱۹۱۲ – ۵ مهٔ ۱۹۷۷) بوکسور اهل آلمان بود.